# I'm Alive (Elhaida Dani)
I'm Alive è un brano musicale della cantante albanese Elhaida Dani, scritto da Sokol Marsi e Arber Elshani, Kristijan Lekaj e pubblicato come singolo nel 2015.
Nello stesso anno il brano viene presentato durante la prima semifinale dell'Eurovision Song Contest, svoltosi a Vienna, ottenendo il passaggio del turno.

## Classifiche
| Classifica (2015) | Posizione massima |
| ----------------- | ----------------- |
| Islanda           | 46                |